# John van den Brom
Joseph Anthonius „John” van den Brom (ur. 4 października 1966 w Amersfoort) – holenderski trener piłkarski i piłkarz grający na pozycji defensywnego pomocnika, ofensywnego pomocnika lub środkowego obrońcy. Dwukrotny reprezentant Holandii. 
W latach 2022–2023 trener Lecha Poznań, od sezonu 2024/2025 SBV Vitesse Arnhem.

## Kariera klubowa
Swoją zawodową karierę rozpoczął z klubem SBV Vitesse. Po siedmiu sezonach w Vitesse, gdzie w 225 meczach strzelił 80 bramek, przeszedł do Ajaxu, gdzie grał przez dwa sezony. W 1995 przeniósł się za granicę do tureckiego İstanbulsporu Po trzech sezonach gry w tureckiej lidze, na 5 sezonów wrócił do Vitesse. W 2002 roku występował przez jeden sezon w barwach De Graafschap. W 2003 roku zakończył karierę piłkarską.

## Kariera reprezentacyjna
W reprezentacji Holandii van den Brom wystąpił w dwóch spotkaniach: z Maltą (8:0) i San Marino (6:0).

## Kariera trenerska

### Wczesna kariera
Po zakończeniu kariery zawodniczej został skautem, a później (w latach 2004–2005) trenerem amatorskiej drużyny SV Bennekom. W 2007 został mianowany trenerem AGOVV Apeldoorn, w którym osiągał dobre wyniki, a w ostatnim sezonie doprowadził klub do baraży. W sezonie 2010/2011 prowadził ADO Den Haag, z którym zajął 7. miejsce w lidze, przez co zakwalifikował się do baraży o miejsce premiowane el. Ligi Europy, które ostatecznie wygrał. W następnym sezonie prowadził swój były klub SBV Vitesse. Podobnie jak z ADO, klub z van den Bromem na ławce, zajął 7. miejsce w lidze i wygrał baraż o miejsce premiowane el. Ligi Europy.

### RSC Anderlecht
29 maja 2012 opuścił Vitesse i podpisał trzyletni kontrakt z belgijskim RSC Anderlecht. W swoim debiucie w Anderlechcie wygrał mecz o Superpuchar Belgii z KSC Lokeren, a kilka tygodni później zakwalifikował klub do Ligi Mistrzów. Na koniec finałowych play-offów w sezonie 2012/2013 Anderlecht zostaje mistrzem, co było to pierwszym tytułem mistrza kraju van den Broma od początku jego kariery trenerskiej.
W tym samym czasie ponownie zakwalifikował Paarswit do Ligi Mistrzów sezonu 2013/2014. Drugi rok jego pracy w Belgii był skomplikowany. Mając do dyspozycji dość młody i niedoświadczony skład, Holender doświadczył niepowodzeń w lidze i nie osiągnął zbyt wiele w Lidze Mistrzów. W marcu 2014 został zwolniony ze stanowiska po dziewiątej porażce w sezonie 2013/2014, z przedostatnim w lidze OH Leuven.

### AZ Alkmaar
29 września 2014 podpisał dwuletni kontrakt z AZ Alkmaar, gdzie zastąpił Marco van Bastena, który zrezygnował z powodów zdrowotnych. Zakończył sezon na 3. miejscu z 62 punktami i zakwalifikował klub do rundy wstępnej Ligi Europy. 20 listopada 2015 van den Brom przedłużył swój kontrakt do końca czerwca 2017, z opcją przedłużenia o kolejny rok. 10 grudnia 2018 media poinformowały, że van den Brom opuści AZ po zakończeniu sezonu, co potwierdził sam Holender. Podczas pięciu sezonów spędzonych w AZ Alkmaar dwukrotnie wziął udział w rozgrywkach europejskich i dwukrotnie został finalistą Pucharu Holandii.

### Lech Poznań
19 czerwca 2022 Lech Poznań poinformował, że 20 czerwca 2022 John van den Brom obejmie drużynę. Holender zastąpił na tym stanowisku Macieja Skorżę, który zrezygnował z powodów osobistych. 23 czerwca 2022 roku w Opalenicy zadebiutował na ławce trenerskiej Lecha, w przegranym 0:1 meczu towarzyskim przeciwko Pogoni Szczecin.
5 lipca 2022 roku rozpoczął swoją przygodę z europejskimi pucharami jako trener Lecha. W pierwszej rundzie kwalifikacyjnej Ligi Mistrzów prowadzony przez niego zespół wygrał u siebie 1:0 z Karabachem Agdam. 9 lipca 2022 roku prowadzony przez niego Lech przegrał 0:2 mecz o Superpuchar Polski z Rakowem Częstochowa, a 12 lipca pożegnał się z Ligą Mistrzów po porażce 1:5 w rewanżu z Karabachem w Baku. 16 lipca zadebiutował w Ekstraklasie, przegrywając 0:2 w domowym spotkaniu ze Stalą Mielec.
25 sierpnia Lech pod wodzą van den Broma awansował do fazy grupowej Ligi Konferencji Europy, trafiając w fazie grupowej na Villarreal, Hapoel Beer Szewa i Austrię Wiedeń – w niej Lech zajął drugie miejsce, w fazie play-off wyeliminował FK Bodø/Glimt i Djurgårdens IF, osiągając fazę ćwierćfinału, w której odpadł przegrywając 4:6 dwumecz z ACF Fiorentiną.
Lech pod wodzą van den Broma zaliczył pierwsze ligowe zwycięstwo 28 sierpnia 2022, wygrywając z Piastem Gliwice 1:0 w 7. kolejce. W Pucharze Polski, odpadł w 1/16 finału, przegrywając 1:3 ze Śląskiem Wrocław.
W sezonie 2022/2023 Lech van den Broma niespodziewanie odpadł z europejskich pucharów już w sierpniu 2023, przegrywając dwumecz w trzeciej rundzie eliminacji Ligi Konferencji Europy UEFA ze Spartakiem Trnawa.
17 grudnia 2023 Lech Poznań poinformował o rozstaniu z van den Bromem. W momencie jego odejścia, Kolejorz zajmował trzecie miejsce w tabeli Ekstraklasy, z 33 punktami (9 zwycięstw, 6 remisów, 4 porażki), ze stratą ośmiu punktów do liderującego Śląska Wrocław. Holendra zastąpił Mariusz Rumak.

### SBV Vitesse
1 maja 2024 roku, krótko po spadku SBV Vitesse do Eerste divisie, klub ogłosił, że John van den Brom powróci na stanowisko trenera drużyny od sezonu 2024/2025. Niemal 11 lat po odejściu, van den Brom podpisał roczną umowę z klubem.

## Statystyki kariery

### Klubowe
| Sezon   | Klub         | Kraj     | Liga                  | Występy | Bramki |
| ------- | ------------ | -------- | --------------------- | ------- | ------ |
| 1986/87 | SBV Vitesse  | Holandia | Eredivisie            | 36      | 17     |
| 1987/88 | SBV Vitesse  | Holandia | Eredivisie            | 25      | 10     |
| 1988/89 | SBV Vitesse  | Holandia | Eredivisie            | 36      | 6      |
| 1989/90 | SBV Vitesse  | Holandia | Eredivisie            | 33      | 14     |
| 1990/91 | SBV Vitesse  | Holandia | Eredivisie            | 33      | 8      |
| 1991/92 | SBV Vitesse  | Holandia | Eredivisie            | 32      | 10     |
| 1992/93 | SBV Vitesse  | Holandia | Eredivisie            | 30      | 15     |
| 1993/94 | AFC Ajax     | Holandia | Eredivisie            | 27      | 2      |
| 1994/95 | AFC Ajax     | Holandia | Eredivisie            | 17      | 5      |
| 1995/96 | Istanbulspor | Turcja   | Türk Telekom League A | 22      | 3      |
| 1996/97 | SBV Vitesse  | Holandia | Eredivisie            | 28      | 5      |
| 1997/98 | SBV Vitesse  | Holandia | Eredivisie            | 15      | 1      |
| 1998/99 | SBV Vitesse  | Holandia | Eredivisie            | 26      | 1      |
| 1999/00 | SBV Vitesse  | Holandia | Eredivisie            | 24      | 6      |
| 2000/01 | SBV Vitesse  | Holandia | Eredivisie            | 6       | 0      |
| 2001/02 | SBV Vitesse  | Holandia | Eredivisie            | 23      | 2      |
| 2002/03 | SBV Vitesse  | Holandia | Eredivisie            | 19      | 2      |

### Trenerskie
Aktualne na 12 sierpnia 2023.
| Zespół          | Od               | Do               | Statystyka | Statystyka | Statystyka | Statystyka | Statystyka |
| Zespół          | Od               | Do               | M          | W          | R          | P          | % W        |
| --------------- | ---------------- | ---------------- | ---------- | ---------- | ---------- | ---------- | ---------- |
| AGOVV Apeldoorn | 1 lipca 2007     | 30 czerwca 2010  | 120        | 45         | 22         | 53         | 37,50      |
| ADO Den Haag    | 1 lipca 2010     | 29 czerwca 2011  | 40         | 20         | 7          | 13         | 50,00      |
| SBV Vitesse     | 1 lipca 2011     | 29 maja 2012     | 42         | 20         | 9          | 13         | 47,62      |
| RSC Anderlecht  | 29 maja 2012     | 10 marca 2014    | 98         | 54         | 18         | 26         | 55,10      |
| AZ Alkmaar      | 29 września 2014 | 30 czerwca 2019  | 216        | 116        | 41         | 59         | 53,70      |
| FC Utrecht      | 1 lipca 2019     | 7 listopada 2020 | 40         | 20         | 9          | 11         | 50,00      |
| KRC Genk        | 8 listopada 2020 | 5 grudnia 2021   | 65         | 30         | 13         | 22         | 46,15      |
| Al-Tawoon FC    | 1 kwietnia 2022  | 7 maja 2022      | 7          | 2          | 1          | 4          | 28,57      |
| Lech Poznań     | 20 czerwca 2022  | 17 grudnia 2023  | 62         | 32         | 17         | 13         | 51,61      |
| Łącznie         | Łącznie          | Łącznie          | 676        | 333        | 137        | 217        | 49,26      |